# Abee (meteoryt)
Abee – meteoryt kamienny należący do chondrytów enstatytowych typu EH 4 spadły 10 czerwca 1952 roku o godzinie 11.05 w okolicach miejscowości Abee w kanadyjskiej prowincji Alberta. Meteoryt utworzył krater o wymiarach 0,6 × 0,9 m i głęboki na 1,8 m, nachylony do pionu 25°. Z miejsca upadku pozyskano 107 kg materii meteorytowej.